# René Guyot
René Guyot (n. 1882) a fost un trăgător de tir ce a reprezentat Belgia, medaliat olimpic. A participat la o ediție a Jocurilor Olimpice (1900) în care a câștigat o medalie de argint.

## Participări
Lista de mai jos prezintă principalele competiții la care a participat René Guyot de-a lungul carierei.
- shooting at the 1900 Summer Olympics – men's trap[*]